# Schuttersgilden van Kortrijk
De Schuttersgilden van Kortrijk zijn groeperingen uit de late middeleeuwen die op vele vlakken evoluties hebben doorgemaakt. Het zijn zoals overal verenigingen van mensen die met hand- of kruisbogen schieten.

## Korte geschiedenis
Zoals overal in middeleeuws Europa begonnen Kortrijkzanen zich te groeperen om een bepaalde hobby te beoefenen. Een populaire beweging was deze van de schuttersgilden. Hoewel de kerk in de 12e en 13e eeuw ferm tegen de gruwelijke kracht van de bogen was en het bezit van een boog bestrafte, bleef men deze geliefde sport beoefenen. Om dit fenomeen toch enigszins te omkaderen, creëerde men de schuttersgilden. Deze hadden speciale regels. Je had twee soorten schuttersgilden: de handbogen en de kruisbogen. Overal in Europa hadden beide wapens hun aanhangers. Ook in Kortrijk was dit niet anders.

## Kruisbooggilde
De vroegst bekende gilde der kruisboogschutters had Sint-Joris als patroonheilige. Aan hem wijdde men ook de kapel die werd gebouwd. Dit zorgde gemakkelijker voor bepaalde privileges. Het gilde trainde op zondagen, hield wedstrijden waarop deelnemers van andere steden afkwamen en ging zelf ook naar andere steden. In 1440 gingen de kruisboogschutters naar Gent en wonnen er twee zilveren bekers met felicitaties van hertog Filips de Goede. Om zich kenbaar te maken droegen ze een soort uniform. Dit was een scharlaken bovenkleed en een zwarte hoed. In de loop der eeuwen kwam de stad Kortrijk meer en meer tussen bij kosten die de gilde moest maken. Rond 1391 kwam er ook een afdeling voor jongere schutters.

## Handbooggilde
Daarnaast had je ook de handbooggilde met Sint-Sebastiaan als patroonheilige. Zij hadden hun kapel in de Sint-Maartenskerk. In 1423 gaf Filips de Goede hen een keure. In die keure stonden niet enkel rechten zoals bestaansvrijheid en enige vergoedende geldsommen, maar ook plichten zoals plicht tot paraatheid in tijden van oorlog, bepaalde beperkingen in verband met de toetreding van de gilde, en verplichte aanvraag aan de hertog voor het mogen vergaderen zonder te schieten. 

## Vuurwapens
In de middeleeuwen duurde het een lange tijd tegen dat vuurwapens ook in een gildeverband konden gebruikt worden. In Kortrijk werd in 1507 voor het eerst een busseniersgilde opgericht met Sint-Barnabas als patroonheilige.
Doorheen de nieuwe tijd krijgen al deze schuttersgilden eerder een militaire rol toegewezen.